# Episodi de Il tenente Ballinger (seconda stagione)
La seconda stagione della serie televisiva Il tenente Ballinger (M Squad) è andata in onda negli Stati Uniti dal 19 settembre 1958 al 3 luglio 1959 sulla NBC.
| nº | Titolo originale          | Prima TV USA      | Titolo italiano          | Prima TV Italia |
| -- | ------------------------- | ----------------- | ------------------------ | --------------- |
| 1  | More Deadly               | 19 settembre 1958 | La testimonianza di Nora |                 |
| 2  | Dead or Alive             | 26 settembre 1958 |                          |                 |
| 3  | The Missing Claimant      | 3 ottobre 1958    |                          |                 |
| 4  | The Refugee               | 10 ottobre 1958   |                          |                 |
| 5  | The Trap                  | 24 ottobre 1958   | La fuga                  |                 |
| 6  | Force of Habit            | 31 ottobre 1958   | La forza dell'abitudine  |                 |
| 7  | The Phantom Raiders       | 7 novembre 1958   |                          |                 |
| 8  | The Merits of the Case    | 14 novembre 1958  |                          |                 |
| 9  | The Big Kill              | 21 novembre 1958  | L'ultimo colpo           |                 |
| 10 | The Sitters               | 28 novembre 1958  |                          |                 |
| 11 | The Executioner           | 5 dicembre 1958   | Il sicario               |                 |
| 12 | The Widows                | 12 dicembre 1958  |                          |                 |
| 13 | Contraband                | 19 dicembre 1958  | Contrabbando             |                 |
| 14 | Prescription for Murder   | 26 dicembre 1958  |                          |                 |
| 15 | The Teacher               | 2 gennaio 1959    |                          |                 |
| 16 | The Third Shadow          | 9 gennaio 1959    |                          |                 |
| 17 | One Man's Life            | 23 gennaio 1959   | La prova decisiva        |                 |
| 18 | The Jumper                | 30 gennaio 1959   |                          |                 |
| 19 | The Last Act              | 6 febbraio 1959   |                          |                 |
| 20 | Mugger Murder             | 13 febbraio 1959  |                          |                 |
| 21 | The Star Witness          | 20 febbraio 1959  |                          |                 |
| 22 | The Take Over             | 27 febbraio 1958  |                          |                 |
| 23 | Voluntary Surrender       | 6 marzo 1959      |                          |                 |
| 24 | Death Threat              | 13 marzo 1959     |                          |                 |
| 25 | The Harpies               | 20 marzo 1959     |                          |                 |
| 26 | Ghost Town                | 27 marzo 1959     | La città fantasma        |                 |
| 27 | The Vanishing Lady        | 3 aprile 1959     | Senza scampo             |                 |
| 28 | The Crush Out             | 10 aprile 1959    | L'evasione               |                 |
| 29 | The Fire Makers           | 17 aprile 1959    |                          |                 |
| 30 | The Terror on Dark Street | 24 aprile 1959    |                          |                 |
| 31 | Robber's Roost            | 1º maggio 1959    |                          |                 |
| 32 | The Baited Hook           | 8 maggio 1959     |                          |                 |
| 33 | Model in the Lake         | 15 maggio 1959    | La ragazza del lago      |                 |
| 34 | The Outsider              | 22 maggio 1959    |                          |                 |
| 35 | High School Bride         | 29 maggio 1959    |                          |                 |
| 36 | The Dangerous Game        | 5 giugno 1959     | Giuoco pericoloso        |                 |
| 37 | Decoy in White            | 12 giugno 1959    |                          |                 |
| 38 | Mr. Grim's Rabbits        | 19 giugno 1959    |                          |                 |
| 39 | The Platter Pirates       | 26 giugno 1959    |                          |                 |
| 40 | Death Is a Clock          | 3 luglio 1959     |                          |                 |

## More Deadly
- Prima televisiva: 19 settembre 1958

### Trama
- Guest star: Ruta Lee (Ora Kane), Voorheis J. Ardoin (Willie), Dorothea Lord (Mrs. Halper), Paul Maxwell (Jim Landry), Thea Ruckert (Police Sgt. Morrison), John Mitchum (Ralph Halper)

## Dead or Alive
- Prima televisiva: 26 settembre 1958

### Trama
- Guest star: Tom Pittman (Alvin Jessop), Judi Meredith (Mary Burnett), Ralph Gamble (Martin Carter), Jean Allison (Julie Sisk), Michael Pataki (Sid Davie), Bill Erwin (Roger Jessop), Frank Marlowe (Police Sgt. Morrisy), Robert Nash (barista), Lyn Guild (Virna Carter), Alice Backes (Switchboard Operator), William Kerwin (Guy Robinson)

## The Missing Claimant
- Prima televisiva: 3 ottobre 1958

### Trama
- Guest star: Joan Vohs (Julie Darrell), Harry Lauter (Allen Lloyd), Theodore Newton (Paul Manson), Rebecca Welles (Martha Darrell), Sydney Smith (Garson), Dick Wilson (Max), Robert Busch (Connors)

## The Refugee
- Prima televisiva: 10 ottobre 1958

### Trama
- Guest star: Judith Braun (Bettina Sandor), Mark Neiman (Josef Sandor), Don Nagel (Artie Nevins), Jean Del Val (Papa Tokar), Ben Morris (Joe Maloney), Rush Williams (Switch), Allen Pinson (uomo)

## The Trap
- Prima televisiva: 24 ottobre 1958

### Trama
- Guest star: Betty Lynn (Susan Baines), Robert Fuller (Danny Mitchell), Virginia Gregg (Mrs. Mitchell), Harry Landers (Max Decker), Percy Helton (Harry Kreble), Edwin Jerome (Mr. Ormand)

## Force of Habit
- Prima televisiva: 31 ottobre 1958

### Trama
- Guest star: Margaret Field (Rose Pulaski Mooney), Roscoe Ates (Edwin Winkler), Patricia Huston (Mary Pulaski), Robert Knapp (Val Mooney), Charles Bateman (detective - Missing Persons Bureau), Michael Emmet (detective Gus Klinger), Edwin Reimers (annunciatore), Deirdre Harrison (Landlady)

## The Phantom Raiders
- Prima televisiva: 7 novembre 1958

### Trama
- Guest star: John Brinkley (Bob Michaels), Yvette Vickers (Sally), Nicky Blair (Joe), Ed Nelson (Maston), Elizabeth Harrower (Mrs. Michaels), Stuart Wilson (Jeweler), Dean Casey (Cop)

## The Merits of the Case
- Prima televisiva: 14 novembre 1958

### Trama
- Guest star: Paula Raymond (Judith Rollins), John Hoyt (Leonard Rollins), Francis De Sales (dottor Myron Ross), Hugh Lawrence (Police Sgt. Summers), Howard Ledig (Mike Wilson), Charles Victor (Alden Phelps)

## The Big Kill
- Prima televisiva: 21 novembre 1958

### Trama
- Guest star: Helen Westcott (Ellen Thursby), Frank Maxwell (Larry Princeton), Bek Nelson (Ruby Angel), David Renard (Steve Butler), Thomas Wilde (Mr. Wilton)

## The Sitters
- Prima televisiva: 28 novembre 1958

### Trama
- Guest star: Mary Webster (Barbara Sullivan), Robert Roark (Champ Sullivan), Grant Richards (Monty), James Gavin (Chip Rantell), Gladys Thornton (Mrs. Moran), Steve London (Andrew Jarecki), Stan Jones, Bart Carlin, John Dennis (George—Bartender)

## The Executioner
- Prima televisiva: 5 dicembre 1958

### Trama
- Guest star: Dan Barton (Ray Fredericks), Nan Leslie (Jenny Fredericks), Herschel Bernardi (Vic Gordon), Mary Munday (Dallas Martin), Wilton Graff (Henry Van Horne), John Sebastian, Reid Hammond

## The Widows
- Prima televisiva: 12 dicembre 1958

### Trama
- Guest star: Herbert Ellis (Manny Berman), John Goddard (Dave Price), Jeanne Vaughn (Evelyn Lucas), Joel Ashley (Arthur Wendell Cane), Chris Fortune (Loretta Kirby), Jeane Wood (Mrs. Lucas), Sheldon Allman (Reynolds), William White (Mike)

## Contraband
- Prima televisiva: 19 dicembre 1958

### Trama
- Guest star: Ross Martin (Corvin), Marti Stevens (Eve Parker), King Calder (Roger Taylor), Bill Cord (detective Dave Price), Thom Carney (Howard Harley)

## Prescription for Murder
- Prima televisiva: 26 dicembre 1958

### Trama
- Guest star: George N. Neise (dottor Stephen Renzik), John Beradino (Lucky Cortello), Barry Russo (Patch), Helen Mowery (Anita Renzik), George Brenlin (Benny Harris), David Alpert (dottor Lewis Stokely), Jack Anthony (Paul Russo)

## The Teacher
- Prima televisiva: 2 gennaio 1959

### Trama
- Guest star: Tom Laughlin (Nick 'Sharpy' Sharples), Sue George (moglie di Irene Hanson), Burt Reynolds (Pete Marashi), Mark Douglas, Stuart Randall (Ralph—Principal), Maida Severn (Ralph), Ron Gorton

## The Third Shadow
- Prima televisiva: 9 gennaio 1959

### Trama
- Guest star: Monica Lewis (Grace Richards), Tony Travis (Dave Price), Alfred Shelly (Greg Cook), Amy Fields (Ruth Scanlan), Richard Benedict (Al Stemple), Guy Prescott (Maxwell), Ted Thorpe (uomo), Roy Engel (Police Capt. Thomas), Stuart Holmes (dottore)

## One Man's Life
- Prima televisiva: 23 gennaio 1959

### Trama
- Guest star: Robert H. Harris (Walter Novotny), June Vincent (Lisa Warren), Mark Roberts (Joey Devon), Stephen Chase (Clint McArthur), David Tomack (Fred Snade), Richard Tretter (soldato Policeman)

## The Jumper
- Prima televisiva: 30 gennaio 1959

### Trama
- Guest star: Don Reardon (Ernie Vogel), Patricia Manning (Georgia Callahan), John Goddard (detective Mike Davis), Ward Wood (detective Gus Simmons), Jack Bryan (Walker), Jack Carr (uomo)

## The Last Act
- Prima televisiva: 6 febbraio 1959

### Trama
- Guest star: Donald Buka (Jerry Stewart), Elaine Edwards (Laura Dennis), Jim Bannon (Sam Harding), Stewart Bradley (Ernie Roper), Robert Gibbons (Mike), Bill Baucom (Gruman)

## Mugger Murder
- Prima televisiva: 13 febbraio 1959

### Trama
- Guest star: Grace Raynor (Stella), Bern Hoffman (Robert Hummell), Jaclynne Greene (Ruth Hummell), James Chandler (Policeman in Alley), Gene Roth (barista), Byron Morrow (medico legale)

## The Star Witness
- Prima televisiva: 20 febbraio 1959

### Trama
- Guest star: Virginia Vincent (Mary Graymore), Paul Picerni (Al Samson), Terry Becker (Rainey), Abigail Shelton (Angela), Sidney Clute (Ralph—Manager), Mary Gregory (Lucy—Police Matron), John Perri (Lou Petti)

## The Take Over
- Prima televisiva: 27 febbraio 1958

### Trama
- Guest star: Joan O'Brien (Marla Ross), Murvyn Vye (Troy Jordan), Sylvia Stone (Mrs. Patrick), Kem Dibbs (Packy Edwards), John Sebastian, Paul Baxley

## Voluntary Surrender
- Prima televisiva: 6 marzo 1959

### Trama
- Guest star: Bert Remsen (Harry Frost), Mary Adams (Mrs. Frost), Virginia Lee, Mary Treen (Mary Cosgrove), Paul Dubov (Gil Kirby), Hal Baylor (detective Finley), Constance Cameron

## Death Threat
- Prima televisiva: 13 marzo 1959

### Trama
- Guest star: Paul Burke (Ted Stevens), Jacqueline Mayo (Marjorie Stevens), Len Lesser (Red McShane), Sondra Rodgers (Agnes Moultrie), Phil Chambers (reverendo Travis), Barry Brooks (uomo)

## The Harpies
- Prima televisiva: 20 marzo 1959

### Trama
- Guest star: Beatrice Kay (Ma Nelson), Gail Kobe (Anne Weldon), Luana Anders (Lola), Betsy Jones-Moreland (Carla Kinross), Elmore Vincent, Judd Holdren (Lloyd Weldon)

## Ghost Town
- Prima televisiva: 27 marzo 1959

### Trama
- Guest star: Alan Marshal (Vincent Brooks), Sally Todd (Peggy Mason), John Herman Shaner (Stan Rollins), Maggie McCarter (Suzanne 'Susie' Brooks), Charles Herbert (Jimmy Woodruff), Bill Baldwin (Special Agent Swan), Sid Melton (Bernie Amboy)

## The Vanishing Lady
- Prima televisiva: 3 aprile 1959

### Trama
- Guest star: Mary LaRoche (Virginia Reed), Jack Mullaney (Bert Rockwood), Mary Scott (Ann Edwards), William Hudson (Paul Webster), John Eldredge (Robert J. Rockwood), Henry McCann (Roy Matlock)

## The Crush Out
- Prima televisiva: 10 aprile 1959

### Trama
- Guest star: William Phipps (Larry Barker), Tyler McVey (Warden Tallman), James Chandler (senatore Cole), Robert Burton (Sam Cargan), Michael Rye (Carlson), Ashley Cowan (Eddie Wales), Holly Bane (Henry), Patricia Lloyd (Marlene Barker), Carl MacIntire (TV Reporter)

## The Fire Makers
- Prima televisiva: 17 aprile 1959

### Trama
- Guest star: James Coburn (Harry Blacker), Leonard Nimoy (Ben Blacker), Georgine Darcy (Julie), Milton Frome (Henry Sellers), Steven Ritch (Lou Martin), Maida Severn (Mrs. O'Rourke), Helen Conrad (Mrs. Boroff), Bud and Travis (Coffee House Duo), Frank O'Connor (Tim O'Rourke)

## The Terror on Dark Street
- Prima televisiva: 24 aprile 1959

### Trama
- Guest star: Jocelyn Brando (Esther Bonsel), Carleton G. Young (Arthur Princely), Barbara Drew (Mrs. Vinton), John Milford (Charles Saturis), Jack Rice (Mr. Carmedy), Dick Wilson (Max)

## Robber's Roost
- Prima televisiva: 1º maggio 1959

### Trama
- Guest star: Mark Douglas (Jimmy Crawley), Robert Griffin (Artie Flag), Evelyn Scott (Peggy Hanson), Jim Hayward (Sam Talbert), Howard McLeod (Police Sgt. Keller), Paul E. Burns (Mr. Crowley)

## The Baited Hook
- Prima televisiva: 8 maggio 1959

### Trama
- Guest star: Vic Perrin (Jack Willis), Laurie Carroll (Carol Willis), Buddy Lester (Tuley Miller), Jack Ging (Bob Haskell)

## Model in the Lake
- Prima televisiva: 15 maggio 1959

### Trama
- Guest star: Whitney Blake (Jo Bennett), Richard Garland (Ted Ross), Robert McQueeney (Jim Leeds), Charlie Shelander (Dave Janssen), Barbara Darrow (Shelly Dana), Louise Lewis (Cara Vincent), Pat O'Malley (Mr. Cleary), Diana Anderson (Model), George Eldredge (medico legale), Gretchen Foster (Model), Melinda Markey (Model)

## The Outsider
- Prima televisiva: 22 maggio 1959

### Trama
- Guest star: Joyce Meadows (Ellen Benson), William Tregoe (Billy Rogers), Michael Garth (Carey Benson), Nancy Valentine (Connie Lyman), Nestor Paiva (Mataxas), Ralph Moody (Ralph Crane), Ed Prentiss (dottor Hover), Molly Dodd (Police Sgt. Connally)

## High School Bride
- Prima televisiva: 29 maggio 1959

### Trama
- Guest star: Jimmy Murphy (Lonnie McCandless), Marion Ross (Lucy Kerr), Jeanne Bates (Mrs. Compton), Rusty Lane (Jay McCandless), Deanna Ross (Wilma McCandless), Phil Arnold (Manager)

## The Dangerous Game
- Prima televisiva: 5 giugno 1959

### Trama
- Guest star: Kasey Rogers (Hélène Victor), Jonathan Hole (Arthur Leslie), Paul Lukather (Ralph Cordello), Laurie Mitchell (Bunny Lacey), House Peters Jr. (Jess Reinger), Mary Gregory (Carol Squires), Max Dommar (Emile)

## Decoy in White
- Prima televisiva: 12 giugno 1959

### Trama
- Guest star: Mike Road (John Spicer), Mike Mazurki (Karate Instructor), James Flavin (Paul Maitland), Judy Bamber (Kitty Osborne), Maggie McCarter (Adele), Dorothea Lloyd (Mrs. Maitland)

## Mr. Grim's Rabbits
- Prima televisiva: 19 giugno 1959

### Trama
- Guest star: Carole Mathews (Pilar Olivera), Tim Graham (John Hibbins), Ralph Clanton (R. Franklyn Matson III), Patricia Michon (Doris Hibbins), Freeman Lusk (dottor Girard), Terry Frost (Art Towne), Voorheis J. Ardoin (Morgue Attendant), Michael Carr (marinaio), Jerry Hall (detective), Don Hix (guardia)

## The Platter Pirates
- Prima televisiva: 26 giugno 1959

### Trama
- Guest star: Gale Robbins (Dolly Pyper), Tommy Farrell (Dick Pyper), Patricia Huston (Julie Ferrell), Lou Krugman (Danny), Baynes Barron (Al Goodrich), Howard McLeod (Cady), Bruce Hayes (Sy Mitchell), Frank Garfield (Ralph Goodrich), Robin Raymond (Grace)

## Death Is a Clock
- Prima televisiva: 3 luglio 1959

### Trama
- Guest star: Madlyn Rhue (Loretta Danzig), Douglas Henderson (Paul Danzig), Stacy Harris (Jerry Danzig), James Seay (dottor Raymond), Claire Carleton (donna), Vernon Rich (governatore), George Selk (guardia)